# Дорваль, Мари
Мари Дорва́ль (фр. Marie Dorval, наст. имя Мария Амелия Томаса Делоне (фр. Marie Amelie Thomase Delaney); 6 января 1798, Лорьян, Бретань — 20 марта 1849, Париж) — великая французская актриса

.

## Жизнь и творчество
Родилась в семье актёров, росла при театре. Уже в детстве выступала на сцене. В 1818 году приехала в Париж и поступила в консерваторию, однако вскоре оттуда ушла. Дорваль устроилась актрисой в один из лучших парижских театров того времени — «Порт-Сен-Мартен», где была занята преимущественно в мелодраме. Первый большой успех в 1827 году принесла ей роль Амалии в мелодраме Виктора Дюканжа и Проспера Губо «Тридцать лет, или Жизнь игрока». Актриса замечательно показала зрителю образ несчастной женщины, терпеливой и униженной, жертвы своего бессовестного игрока-мужа в исполнении великого Ф. Леметра. Впервые в этой драме раскрылась любимая тема актрисы — тема любящей матери.
В 1831 году Дорваль играла роль Адель д’Эрве в мелодраме А. Дюма-отца «Антони». Роль Адели, трагизм этой женщины, самоотверженность и чистота её любви заставила зрителей весьма эмоционально сострадать героине. Актрисе же устраивались бесконечные овации.
В том же году Дорваль играла Марион в драме «Марион Делорм» В. Гюго. Несмотря на определённые сложности в подготовке спектакля, так как актриса предпочитала прозаические тексты стихотворным, Гюго был в восторге от игры Дорваль—Марион, бывшей, по его мнению «больше, чем красавицей» — несмотря на в общем-то достаточно заурядную внешность. Дорваль была невысока ростом, с неправильными чертами лица и хрипловатым голосом, однако она обладала обаянием великой актрисы, которой были подвластны все формы выражения человеческих страстей — горя и страдания, любви и ненависти.
Ещё одной большой ролью для Дорваль была Китти Белл в написанной специально для неё драме А. де Виньи «Чаттертон» и поставленной в 1835 году в театре «Комеди Франсэз». В роли Китти Белл, с её трогательной материнской любовью, с её надеждой, страхом и мечтой о большой любви, с её неизбежной трагической гибелью Дорваль достигла вершины в своём артистическом творчестве.
В парижском театре «Одеон» играла в «Лукреции» (1843) Франсуа Понсара, «Мари-Жанна, или Женщина народа» (1845) Адольфа Д’Эннери.
Дорваль была близко знакома с писательницей Жорж Санд.
Последние годы жизни Дорваль без конца ездила в гастрольные поездки, стремясь обеспечить семью дочери и с трудом добиваясь ангажемента. Смерть одного из её внуков стала тяжёлым ударом для Мари. Умерла 20 мая 1849 года в Париже. Перед смертью Дорваль, боясь быть брошенной в общую могилу, попросила своего бывшего любовника Дюма-отца оплатить её похороны.